# NGC 370
NGC 370 is drie sterren die vanaf de Aarde gezien bij elkaar lijken te staan, een asterisme, in het sterrenbeeld Vissen.
NGC 370 werd op 7 oktober 1861 ontdekt door de Duits-Deense astronoom Heinrich Louis d’Arrest. Vervolgens werden de sterren op 12 december 1876 nogmaals geobserveerd door Johan Ludvig Emil Dreyer. Deze dubbele observatie werd echter niet opgemerkt, en aldus kregen de drie sterren een tweede nummer, namelijk NGC 372.

## Synoniem
- NGC 372